# Milan Oraze
Milan Oraze (* 29. März 1967 in Klagenfurt) ist ein ehemaliger österreichischer Fußballspieler.

## Spielerkarriere
Milan Oraze spielte bis 1991 beim SAK Klagenfurt, ab Jänner 1991 beim FC Tirol Innsbruck, ab Juli 1994 bei der SV Ried. Nach einem Jahr ging er zum FC Tirol zurück und ab Jänner 1998 spielte er beim VSE St. Pölten. Schon im Sommer 1998 wechselte er (erneut) zur SV Ried, dem frisch gekürten Pokalsieger und Erstligisten. Mit dieser Mannschaft spielte der Torwart in seiner ersten Saison im Europapokal der Pokalsieger, der letztmals ausgetragen wurde. Im Achtelfinale scheiterte Ried jedoch am israelischen Verein Maccabi Haifa. 2003 stieg Oraze mit seinem Verein in die zweite Liga ab. Ein Jahr später wechselte er zum ungarischen Erstligaaufsteiger und früheren Meister Honvéd Budapest. 2005 kehrte der Österreicher in seine Heimat zurück und spielte noch bis zum Ende des Jahres 2006 beim SAK Klagenfurt. Danach beendete er im Alter von 39 Jahren seine aktive Karriere, spielte allerdings später noch kurzfristig als „Aushilfe“ bei BW Sachsenburg (ab 17. Mai 2008 in drei der letzten vier Runden).

## Trainerkarriere
Nach dem Ende seiner Karriere blieb Milan Oraze beim SAK Klagenfurt und war dort Torwart-Trainer. Im Sommer 2007 offerierte ihm der damalige Präsident des kasachischen Fußballverbandes Rakhat Aliew die Stelle als Co-Trainer der kasachischen U-21-Nationalmannschaft, an der Seite des österreichischen Trainerkollegen Christoph Westerthaler. 2008 sollten sie die erste Mannschaft trainieren. Doch Aliew wurde wegen diverser Korruptionsvergehen Anfang Juni 2007 verhaftet. Damit endete für die beiden Österreicher dieses kurze Gastspiel.

## Sonstiges
- 2003 war Milan Oraze zusammen mit Dietmar Constantini, Pascal Grünwald und weiteren Torhütern an der Produktion eines Filmes über professionelles Tormanntraining beteiligt. Dabei wurde von jedem verkauften Video ein Euro an die österreichische Kinder-Krebs-Hilfe gespendet.
- Bei der Fußball-Europameisterschaft 2008 war er Botschafter im Team Kärnten.